# James Cameron's Avatar: The Game
Pour les articles homonymes, voir Avatar.
James Cameron's Avatar: The Game est un jeu vidéo d'action-aventure sorti en 2009 pour PlayStation 3, Xbox 360, Windows, Wii, DS et PlayStation Portable, développé et édité par Ubisoft. L'action se déroule dans l'univers d'Avatar, quelques années avant le premier film.

## Histoire
L'histoire du jeu James Cameron's Avatar: The Game n'est pas la même que celle du film, il y aura différents personnages (même si on peut apercevoir certains personnages du film), une histoire différente pour le personnage principal, même si certaines similitudes sont présentes.
Dans le jeu, le joueur incarne Ryder, un spécialiste des signaux, fraîchement débarqué sur Pandora, il commencera alors quelques missions de routine comme aider des scientifiques ou des militaires, contrer la faune de Pandora, ce avec ou sans son avatar, va apprendre qu'une taupe s'est glissée dans les rangs de la RDA (la compagnie humaine qui « envahit » Pandora), et dévoile ses plans aux Na'vi. Ryder aura donc l'ordre de trouver cette taupe, qui apprendra que c'est le directeur de recherche du programme Avatar, le Docteur René Harper, il transmit donc l'information au commandant Falco, qui s'empresse d'arriver en hélicoptère. Pendant ce temps, il discute avec Harper, qui essaye de vous convaincre d'aider les Na'vi. Le commandant arrive, c'est à ce moment qu'il devra choisir sa faction, soit en attaquant Harper, soit en attaquant Falco. On note que le jeu fait une sauvegarde automatique différenciée à ce moment, de manière qu'on puisse essayer l'autre camp sans avoir à refaire les premières missions.
Si vous choisissez le côté humain, votre mission sera de trouver l'arbre des âmes en récoltant des harmoniques, ce qui est obtenu en positionnant trois fragments d'unobtanium que vous aurez ramassés dans la map autour d'un saule spécial (1 par map, souvent défendu par un boss), afin de déconnecter le lien entre les Na'vi et Eywa pour les démoraliser et de les faire abandonner le combat : ils n'auront plus la possibilité d'utiliser un Banshee ou un Equidius car leur "lien" ne fonctionnera plus. 
Si vous choisissez le côté Na'vi, de la même manière, vous devrez trouver l'arbre des âmes, le réveiller afin de protéger Eywa contre les humains, ainsi que de demander son aide.

## Système de jeu
Le jeu James Cameron's Avatar: The Game est un jeu à la 3e personne (comprendre que la caméra est derrière et au-dessus de l'épaule de personnage). Pour comparer, le système de jeu est assez similaire à Lost Planet. Le jeu est une succession de missions dans un environnement partiellement ouvert, dans un multitudes de cartes différentes, toujours sur Pandora. Les types de missions restent assez basiques : attaque, défense. Le système de jeu diffère bien sûr entre le côté humain et le côté Na'vi. Alors que les humains privilégient les armes à feu, tandis que les Na'vi préfèrent les arcs, et d'autres armes au corps à corps, telles que des masses ou des lames... On remarque que les Na'vi, grâce à leur taille, courent nettement plus vite.
En incarnant un humain, tout ce qui ne l'est pas sera un ennemi, que ce soit les Na'vi, ainsi que la faune et la flore de Pandora. Tandis qu'en incarnant un Na'vi, les plantes n'attaqueront pas ce dernier, mais certains animaux si (tous sauf les Banshees, qui lui seront inoffensives). Il y a aussi des véhicules/montures dans le jeu, qui diffèrent aussi selon la faction du joueur : Les na'vi montent des chevaux à 6 pattes originaires de Pandora, des equidius, ainsi que des ikrans, sorte de "dragon-lézard", aussi originaires de Pandora. Les humains utilisent quant à eux des véhicules, comme un buggy, ou encore un mecha (APM), sans oublier les hélicoptères d'attaques (scorpion AT-99), ainsi qu'un Dragon (sorte de bombardier) à la fin du jeu. La plupart de ces éléments sont vus dans le film.
Les compétences (nommés "talents", dans le jeu), varient aussi en fonction de votre choix, mais restent relativement similaires entre les deux factions (une compétence pour sprinter, une pour se rendre invisible, une pour étourdir les ennemis, une pour se régénérer, une pour semer des dégâts autour de l'utilisateur, etc.). On reconnait aussi quelques inspirations de RPG (Role Playing Game), telle une barre d'expérience, des niveaux qui permettront de débloquer des armes, de nouvelles armures, ainsi que d'améliorer les talents.

## Voix françaises
Les voix françaises sont différentes de celles du film :
- Alexis Victor : Ryder homme
- Laura Blanc : Ryder femme
- Sylvie Genty[réf. nécessaire] : Marali
- Hervé Jolly : le commandant Falco
- Philippe Catoire : Harper
- Patrick Mancini

## Réceptions
James Cameron's Avatar: The Game reçoit des critiques « mixte ou moyen  » de la presse anglophone, l’agrégateur de critiques Metacritic calculant une note moyenne de 59/100.
Deux journalistes de Jeuxvideo.com ont testé respectivement la version PlayStation 3 et Wii du jeu, celui ayant testé la version PS3 a affirmé que « La plus grande force du jeu réside cependant dans sa capacité à donner vie à un monde sublime et enchanteur, imposant et terriblement fragile » et que « Certains joueurs n'en ressortiront pas indemnes, tandis que d'autres ne verront en Avatar qu'un shooter un petit peu trop bancal. », tandis que celui ayant essayé la version Wii a affirmé qu' « En effet, si le titre est visuellement bluffant, il s'accommode d'un gameplay réellement désastreux. ».